# Famille von Kessel
Pour les articles homonymes, voir Kessel.
 (janvier 2025).
La famille von Kessel est une ancienne famille noble de Thuringe qui est apparue pour la première fois dans un document avec Erich Kessil en 1388.
Les formes du nom varie dans la documentation sous les formes Keßeler, Keßlar et Kessel.

## Histoire
Le nom apparaît pour la première fois dans un document en 1388 avec Erich Kessil la ligne directe commence avec Klaus von Keßler (mort en 1443), seigneur de Zeutsch et Schwarza et seigneur d'intérêt à Keßlar.

## Titre
- Titre de comte prussien obtenu le 9 février 1774 à Berlin pour Carl Wilhelm von Kessel, lieutenant royal prussien dans le régiment de cuirassiers "von Schlabrendorff".
- Titre de Baron prussien obtenu le 18 septembre 1873 avec diplôme du 28 septembre 1873 à Berlin comme « von Kessel und Zeutsch », avec primogéniture et lié à la propriété de Raake dans l'arrondissement d'Œls, pour l'ancien de l'État Georg von Kessel.

## Armoiries

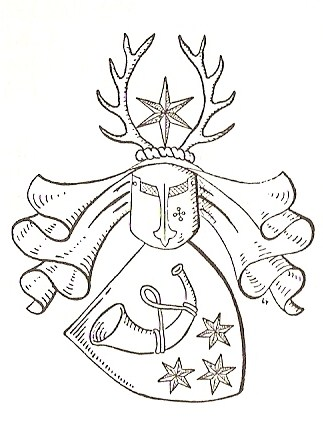
Armes de la famille de ceux de Kessel.

Les armoiries de la famille se blasonnent ainsi d'azur au cor de chasse doré (forme médiévale : huchet (de) avec ruban) sur trois (2 : 1) étoiles dorées. Sur le casque aux coques bleues et dorées, une étoile dorée entre deux bâtons de cerf naturels.
Les armoiries du comte de 1774 portent le même écu que les armoiries de la famille. Les porte-boucliers sont deux aigles couronnés debout l'un contre l'autre.
Les armoiries du baron de 1873 portent le même écu que les armoiries de la famille. Les porte-boucliers sont deux faucons de chasse naturels avec des bonnets bruns noués d'or, qui sont équipés de trois plumes d'autruche (bleu-or-bleu).

## Personnalités

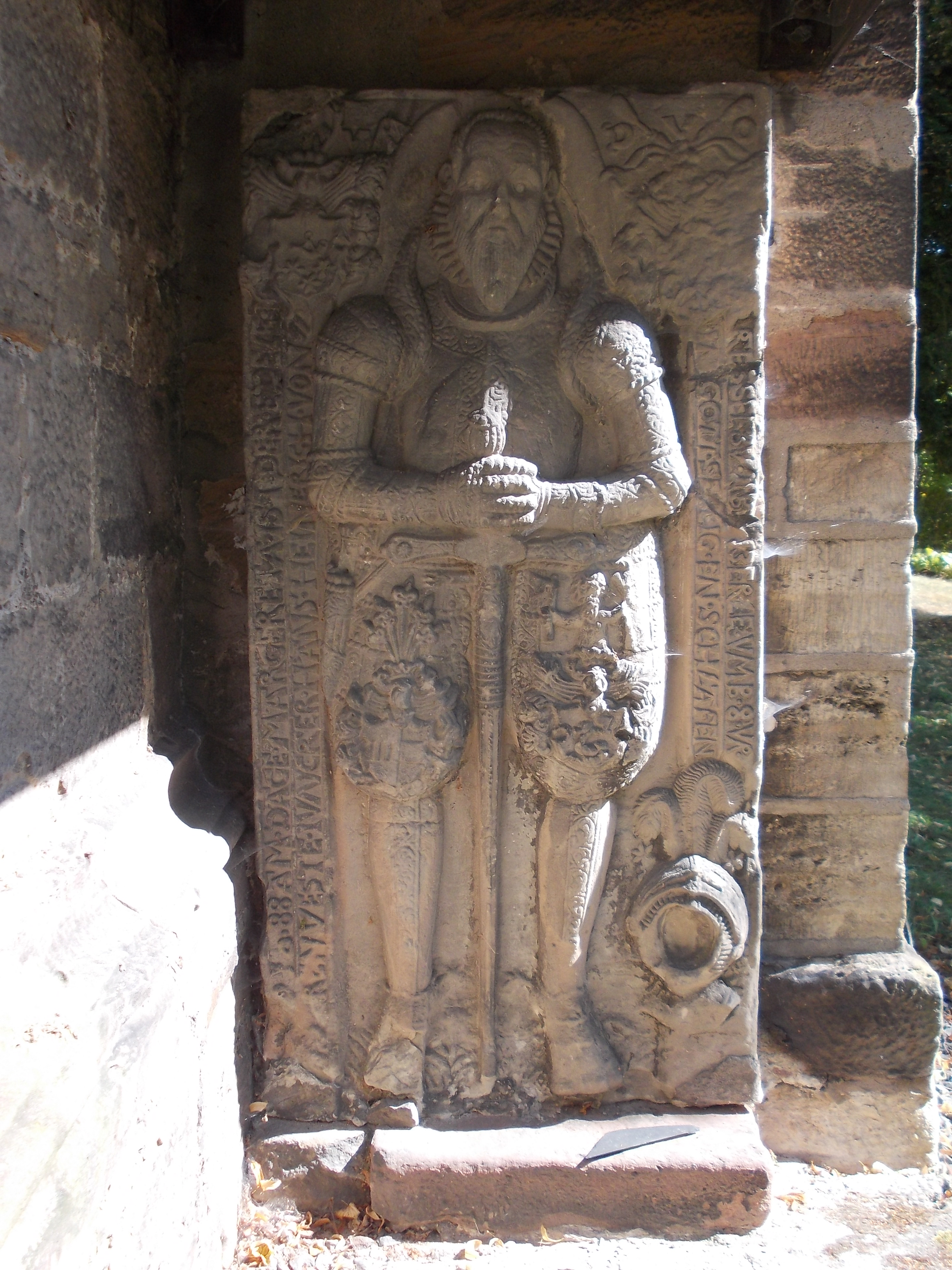
Épitaphe de Heinrich von Kessel (église de la ville d'Orlamünde).

- Albrecht von Kessel (1902-1976), diplomate, frère de Friedrich von Kessel (de).
- Bernhard von Kessel (1817-1882), général d'infanterie prussien, adjudant général de l'empereur Guillaume Ier.
- Emil von Kessel (1804-1870), major général prussien.
- Eugen von Kessel (de) (1890-1934), directeur du bureau de presse.
- Friedrich von Kessel (de) (1896-1975), homme politique.
- Guido von Kessel (de) (1832-1903), propriétaire d'un manoir et membre du Reichstag allemand.
- Gustav von Kessel (1760–1827), général prussien.
- Gustav von Kessel (1797–1857), général prussien.
- Gustav von Kessel (1846–1918), général prussien.
- Hans von Kessel (de) (1867–1945), général allemand.
- Kurt von Kessel (de) (1862–1921), député de la chambre des représentants de Prusse.
- Mortimer von Kessel (1893–1981), général allemand.
- Silvius von Kessel (de) (né en 1965), organiste.